# 130 v.Chr.
130 v.Chr. is een jaartal volgens de christelijke jaartelling.

## Gebeurtenissen

### Griekenland
- Op Rhodos wordt het beeldhouwwerk van de godin Aphrodite (Venus van Milo), vermoedelijk door Alexandros van Antiochië vervaardigd. Het witte marmer dat gebruikt wordt voor het beeld komt van Paros.
- De Griekse schrijver en dichter Antipater van Sidon stelt een lijst samen van de Zeven wereldwonderen van de antieke wereld:
  - Piramide van Cheops
  - Hangende tuinen van Babylon
  - Beeld van Zeus te Olympia
  - Mausoleum van Halicarnassus
  - Tempel van Artemis in Efeze
  - Kolossus van Rodos
  - Pharos van Alexandrië

### Syrië
- Antiochus VII Euergetes Sidetes begint een veldtocht tegen Parthië, het Seleucidische leger herovert Mesopotamië en delen van Medië.

### Europa
- Koning Pir (130 - 124 v.Chr.) volgt zijn vader Penessil op als heerser van Brittannië.

### Azië
- Eumenes III van Pergamon verslaat een Romeins leger in de Slag bij Leukai.
- Keizer Han Wudi van China zet militairen in om de handelswegen naar het westen te beschermen. Dit wordt gezien als het begin van de Zijderoute.

## Geboren
- Lucius Cornelius Cinna (~130 v.Chr. - ~84 v.Chr.), Romeins consul en veldheer

## Overleden
- Marcus Pacuvius (~220 v.Chr. - ~130 v.Chr.), Romeins schrijver (90)